# Tetris (film)
Tetris è un film del 2023 diretto da Jon S. Baird.
La pellicola, con protagonista Taron Egerton, narra la storia del celebre videogioco Tetris: le sue origini, la battaglia legale per i suoi diritti e la tormentata distribuzione, tutto ciò sullo sfondo della guerra fredda.

## Trama
Nel 1988, Henk Rogers di Bullet-Proof Software commercializza il suo ultimo videogioco al Consumer Electronics Show di Las Vegas. Mentre è lì, si innamora invece del gioco Tetris, creato dal programmatore russo Aleksej Pažitnov, che lavora per ĖLORG, azienda pubblica dell'Unione Sovietica con il monopolio sull'importazione ed esportazione di hardware e software per computer. Rogers spiega a un direttore di banca che Robert Stein di Andromeda Software Development aveva ottenuto i diritti di licenza mondiale di Tetris da ĖLORG e ha firmato un contratto con il magnate dei media Robert Maxwell e suo figlio e CEO di Mirrorsoft, Kevin Maxwell, consentendo loro di distribuire Tetris in cambio di royalties di gioco. Nel frattempo, il rappresentante Mirrorsoft al CES aveva venduto a Rogers i diritti di Tetris in Giappone per PC, console e sala giochi. Rogers si reca quindi al quartier generale di Nintendo in Giappone e ottiene un'udienza con il CEO Hiroshi Yamauchi, che convince del valore di Tetris. Rifiuta un'offerta di acquisto per i diritti di Tetris, proponendo invece una partnership, alla quale Yamauchi è d'accordo. Rogers chiede quindi un prestito per produrre cartucce Nintendo e macchine arcade, accettando di aumentare i tassi di interesse e mettendo il suo appartamento come garanzia. Sua moglie e socia in affari Akemi esprime le sue preoccupazioni, ma Rogers sottolinea l'ossessione dei loro figli per il gioco e promette che la sua mossa funzionerà.
Poco dopo l'inizio della produzione, Rogers riceve una telefonata da Kevin, che gli spiega che i diritti arcade erano già stati promessi a Sega. Rogers torna da Yamauchi, chiedendo in anticipo i suoi residui. Invece, viene inviato al quartier generale di Nintendo of America a Seattle e gli viene mostrato il prossimo dispositivo portatile di Nintendo, il Game Boy, che dovrebbe essere rilasciato con Super Mario Land. Rogers convince il presidente Minoru Arakawa e il vicepresidente senior Howard Lincoln a confezionarlo con Tetris invece, e promette di ottenere i diritti di licenza del portatile. Viaggia per incontrare i Maxwell a Londra, che gli dicono che Stein conserva tutti i diritti di licenza in tutto il mondo. Rogers tenta di acquistare i diritti del portatile, ma viene licenziato.
I Maxwell ordinano a Stein di assicurarsi i diritti del portatile. Kevin interroga suo padre sui milioni di sterline mancanti dal fondo pensione dei dipendenti, ma le sue domande vengono respinte. Rogers nel frattempo incontra Stein fuori e offre $ 25 000 per i diritti mondiali del portatile, che Stein apparentemente accetta. Successivamente, tuttavia, Arakawa e Lincoln chiamano Rogers spiegando che Stein ha ora promesso i diritti del portatile ad Atari per $ 100 000. Kevin viene a sapere di questo e, mentre Stein promette di ottenere i diritti, sia Kevin che Rogers decidono di recarsi a Mosca per ottenerli personalmente.
Rogers fatica a localizzare il quartier generale dell'ĖLORG finché non incontra una donna di nome Sasha, che si offre di essere la sua traduttrice. Lo porta all'ĖLORG, avvertendolo che l'ingresso senza invito formale è altamente illegale; nonostante ciò, Rogers parla con il presidente di ĖLORG Nikolaj Belikov. Con Sasha che traduce, Rogers spiega che concede in licenza Tetris a Nintendo. Belikov, tuttavia, non ha mai sentito parlare di Nintendo e afferma che ĖLORG ha concesso in licenza Tetris solo per PC e accusa Rogers di furto. Rogers promette di risolvere la situazione e Belikov gli dice di tornare la mattina dopo. Fuori, Rogers si confronta con un agente del KGB, che lo avverte di tornare a casa.
Kevin arriva a Mosca e viene accolto da Valentin Trifonov, capo del Ministero del Commercio Estero sovietico e membro del Comitato Centrale del Partito Comunista. La mattina dopo, Rogers incontra Belikov e Aleksej. Trifonov interrompe brevemente per avvertire Rogers che può tornare a casa o affrontare le conseguenze dei suoi crimini di utilizzo fraudolento del visto di un turista per condurre affari e di false licenze, ma Rogers si rifiuta di andarsene. Promette ad Aleksej che lo renderà milionario, ma Aleksej spiega che non riceve royalties per Tetris, nonostante l'abbia inventato.
Rogers si difende nuovamente da Belikov e scopre che nemmeno ĖLORG ha concesso in licenza i diritti arcade. Nel frattempo, anche Stein e Kevin sono all'ĖLORG per negoziare i diritti del portatile, sebbene né Rogers, Stein né Kevin siano a conoscenza della presenza degli altri. Rogers rivede il contratto originariamente firmato da Stein e osserva che a causa della vaga definizione della parola "computer", Stein aveva tecnicamente ottenuto i diritti del videogioco, sebbene avesse rubato i diritti degli Arcade. Belikov presenta a Stein un nuovo contratto per i diritti di Arcade e del PC. Rogers chiede ad Aleksej un passaggio al suo hotel, durante il quale tenta di fare due chiacchiere. Aleksej risponde freddamente, ma, mentre è illegale per i cittadini dell'URSS avere stranieri nelle loro case, dà a Rogers il suo indirizzo di casa. Nel frattempo, Trifonov incontra Kevin, spiegando le sue umili origini e che crede che l'Unione Sovietica stia morendo. Accenna anche che Kevin dovrebbe corromperlo per aiutarlo a ottenere i diritti. Anche se Kevin rifiuta, Robert promette a Trifonov una grossa somma per aiutare Kevin a ottenerli.
Rogers va a cena a casa di Aleksej, dove si legano alla loro passione per il game design. Rogers riproduce la versione originale di Tetris sul personal computer di Aleksej, suggerendo miglioramenti alle meccaniche del gioco. Quando un vicino bussa alla loro porta, Aleksej e sua moglie nascondono Rogers, spaventati. Aleksej chiede a Rogers di andarsene, ma Rogers chiede ad Aleksej di portarlo in un vero club russo, dove è sorpreso dal desiderio di libertà dei russi e dall'amore per la canzone The Final Countdown e Aleksej nota che lui e Rogers non sono poi così diversi. Successivamente, gli uomini dell'ambasciata sovietica a Tokyo minacciano la famiglia di Rogers, mentre gli ufficiali del KGB lo picchiano in un vicolo. Torna al suo hotel e trova la sua stanza saccheggiata. Sasha arriva e dice a Rogers che anche la sua stanza è stata saccheggiata, e spiega perché il governo lo considera una tale minaccia. Lo bacia inaspettatamente, ma Rogers le dice che è sposato. La mattina dopo, Trifonov parla con Aleksej e i suoi figli, dicendo loro di chiedere su quello che è successo al padre di Aleksej.
La mattina dopo, Stein firma il nuovo contratto e Rogers fa un'offerta per i diritti del portatile, offrendo royalties per unità venduta per compensare la piccola somma che può pagare in anticipo; si aspetta milioni di unità da vendere. Trifonov dice a Belikov di vendere a Mirrorsoft, anche se Kevin non offre royalties. Belikov fa firmare a Kevin una lettera di intenti, concedendo i diritti del portatile a Mirrorsoft se la società paga 1 milione di dollari entro una settimana; tuttavia, fa anche firmare segretamente a Rogers una lettera, dandogli una finestra per fare una controfferta più forte, e offre anche i diritti del videogioco a Rogers; aveva ridefinito la parola computer nel nuovo contratto di Stein, eliminando la scappatoia che Stein aveva sfruttato.
Aleksej porta Rogers in Piazza Dzeržinskij. Lungo la strada, dice a Rogers che suo padre era un professore universitario e che quando suo padre ha protestato contro l'arresto di un collega per aver venduto un libro all'estero, il governo sovietico ha rovinato la sua famiglia. Quindi indica Trifonov e rivela che Sasha è in realtà un agente del KGB che lavora per Trifonov, prima di portare Rogers all'aeroporto. Quando Rogers arriva a casa, riceve un fax da ĖLORG che rifiuta il suo accordo e le foto di lui che bacia Sasha per ricattarlo e farlo tacere. Quindi riceve una chiamata da Lincoln che afferma che Nintendo sta acquistando i diritti da Mirrorsoft. Mentre si dispera, Rogers liquida con rabbia il fatto di aver perso il concerto di sua figlia come poco importante, il che sconvolge sia lei che Akemi.
Belikov chiede ad Aleksej di inviare via fax la lettera di intenti di Mirrorsoft a Rogers. Nel frattempo, Kevin trova suo padre che distrugge numerosi documenti. Quando chiede perché la società non ha potuto pagare il milione di dollari, Robert è di nuovo sprezzante. Rogers porta la lettera a Lincoln e Arakawa, che stanno discutendo con rabbia della perdita di Tetris e del brevetto della cartuccia ad Atari. Tuttavia, poiché Mirrorsoft non aveva ancora pagato il milione di dollari promesso, i diritti per il videogioco mondiale e per il portatile erano ancora disponibili. I tre tornano a Mosca per fare un'altra offerta, e Trifinov fa licenziare Aleksej dal suo lavoro e lo sfratta dal suo appartamento insieme alla sua famiglia a causa del ritorno di Rogers.
Rogers, Lincoln e Arakawa si incontrano con Belikov e fanno un'offerta per i diritti mondiali di videogiochi e palmari. Sasha, presente come traduttrice, costringe Belikov a considerare l'offerta per una notte e informa Trifonov, che a sua volta informa Robert, dandogli ventiquattro ore per trovare il milione di dollari originariamente promesso. Stein attacca con rabbia Kevin per essere andato alle sue spalle, credendo che Kevin gli avesse fatto perdere i diritti del videogioco, anche se Kevin lo nega. I tre si rendono conto di non possedere né diritti di videogioco né portatile, e Robert e Kevin volano a Mosca per incontrare Michail Gorbačëv, chiedendo aiuto, ma Gorbačëv rifiuta. Aleksej incontra Rogers, affermando con rabbia che non sono amici e dovrebbero tornare nei loro mondi. Mentre torna a casa, sente Trifonov ordinare di intercettare la squadra di Rogers dagli agenti che lo osservano.
I Maxwell tentano di convincere Belikov a concedere loro i diritti di licenza, ma il team di Rogers interrompe e presenta la propria offerta. Kevin costringe accidentalmente Robert ad ammettere che Mirrorsoft è in bancarotta e non può pagare il milione di dollari promesso. Belikov respinge i Maxwell e firma l'offerta di Rogers, avvertendo che i tre non saranno al sicuro finché non saranno fuori Mosca. Trifonov affronta i Maxwell, rivelando inavvertitamente la tangente a Sasha e Kevin. Gli uomini di Trifonov tentano di intercettare Rogers fuori, ma Aleksej arriva con la sua macchina e aiuta Rogers a scappare. Segue un inseguimento in macchina, con Aleksej che arriva all'aeroporto prima di Trifonov. Quando sentono le sirene della polizia, Rogers dice ad Aleksej di tornare a casa, promettendo che non è un addio. Trifonov tenta di intercettare Rogers, ma il volo parte prima che Trifonov possa salire a bordo.
Quando arriva a casa, Rogers chiede scusandosi a sua figlia di eseguire il suo concerto che ha perso e mostra ad Akemi un assegno di Nintendo di cinque milioni di dollari, riconciliandosi con entrambi. Il Game Boy diventa un enorme successo in tutto il mondo. Mentre l'Unione Sovietica crolla, Rogers invia ad Aleksej un Game Boy e biglietti aerei per gli USA, e lo incontra a San Francisco, dove i due si abbracciano. 
Il testo rivela quindi che Stein ha continuato a concedere in licenza i videogiochi e che Robert aveva rubato milioni di sterline dai fondi dei dipendenti, per i quali Kevin è stato processato, e discute il successo e l'eredità di Tetris.

## Produzione
Nel luglio 2020 viene annunciato il film sulla storia di Tetris e la battaglia legale per i suoi diritti durante la guerra fredda, con Jon S. Baird alla regia e Taron Egerton nei panni di Henk Rogers.
Le riprese del film sono iniziate a Glasgow nel dicembre 2020; nel febbraio 2021 le riprese si sono spostate ad Aberdeen, usata come quartier generale della ĖLORG. Le riprese sono poi tornate a Glasgow dove si sono concluse il 3 marzo 2021. Alcune riprese aggiuntive sono state effettuate nel 2022.

## Promozione
Il primo trailer del film è stato diffuso il 16 febbraio 2023.

## Distribuzione
Il film è stato presentato al festival South by Southwest il 15 marzo 2023 e distribuito su Apple TV+ a partire dal 31 marzo 2023.

### Divieti
Negli Stati Uniti il film è stato vietato ai minori di 17 anni non accompagnati da un adulto per la presenza di "linguaggio scurrile".

## Accoglienza

### Critica
Sull'aggregatore Rotten Tomatoes il film riceve il 82% delle recensioni professionali positive con un voto medio di 6,7 su 10 basato su 179 critiche, mentre su Metacritic ottiene un punteggio di 61 su 100 basato su 36 critiche.